# 永井直圓
永井 直圓（ながい なおみつ）は、江戸時代前期から中期の大名。大和新庄藩の初代藩主。永井家宗家5代。
寛文11年（1671年）、丹後宮津藩主永井尚征の六男として生まれる。父の跡は兄の尚長が家督を継いだが、その尚長が延宝8年（1680年）6月26日に志摩鳥羽藩主内藤忠勝に殺されたため、永井氏は改易となった。しかし同年8月7日、弟の直圓が1万石で大和新庄藩主として家名を再興することを許された。ただし、この頃はまだ桑山一尹が藩主として存続していたため、恐らくは名義だけの領主だったものと思われる。
元禄14年（1701年）12月18日、能登守に叙任。
宝永7年（1710年）11月3日、病気を理由に家督を次男の直亮に譲って隠居し、元文元年（1736年）5月8日に死去した。享年66。